# 藤江別所遺跡

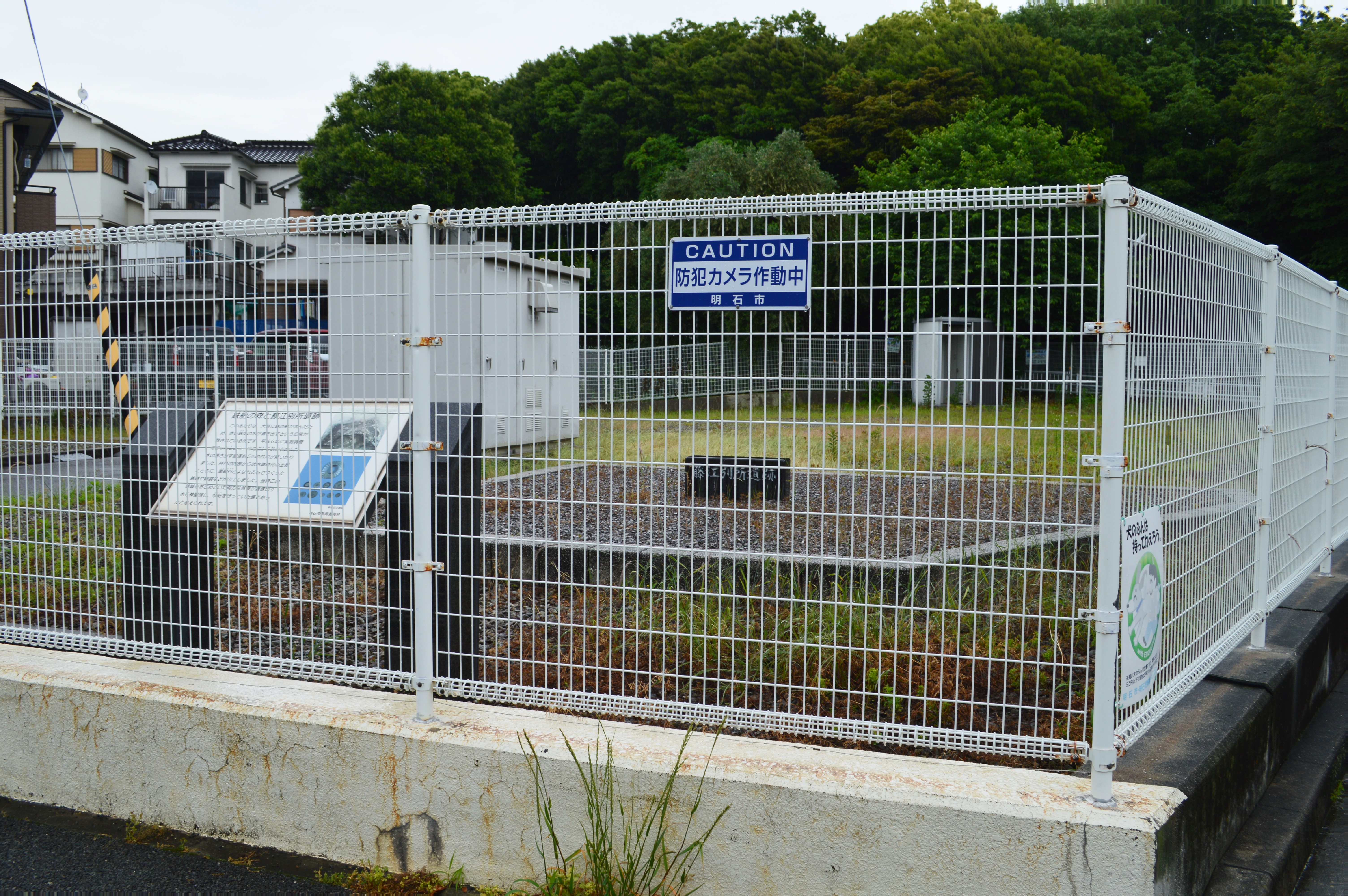
藤江別所遺跡 概観

藤江別所遺跡（ふじえべっしょいせき）は、兵庫県明石市藤江にある遺跡。史跡指定はされていない。出土品は兵庫県指定有形文化財に指定されている。

## 概要
兵庫県南部、藤江川河口から約300メートル遡った左岸沖積地（段丘崖下）に位置する。付近は「鉄船（かなふね）の森」と呼ばれ、かつて鉄を積んだ船が沈められたため鉄気の水が湧き出したと伝わる。1993年（平成5年）に明石市教育委員会による発掘調査が実施されている。
発掘調査では、井戸1基と溝2条が検出されている。井戸は弥生時代後期から江戸時代に至る長期間に祭祀対象として機能した特異な遺構で、下層からは弥生時代後期-古墳時代の祭祀遺物が、上層からは古代-近世の祭祀遺物が認められる。特に、古墳時代中期の4世紀末葉-5世紀初頭には古墳副葬品と共通する車輪石・銅鏡等が埋納されており、この井戸祭祀が首長層によって執行される象徴的・政治的性格を強く帯びたものであった様子が示唆される。また溝からは弥生時代後期の土器が出土している。
遺跡からの出土品は2009年（平成21年）に兵庫県指定有形文化財に指定されている。

## 遺構

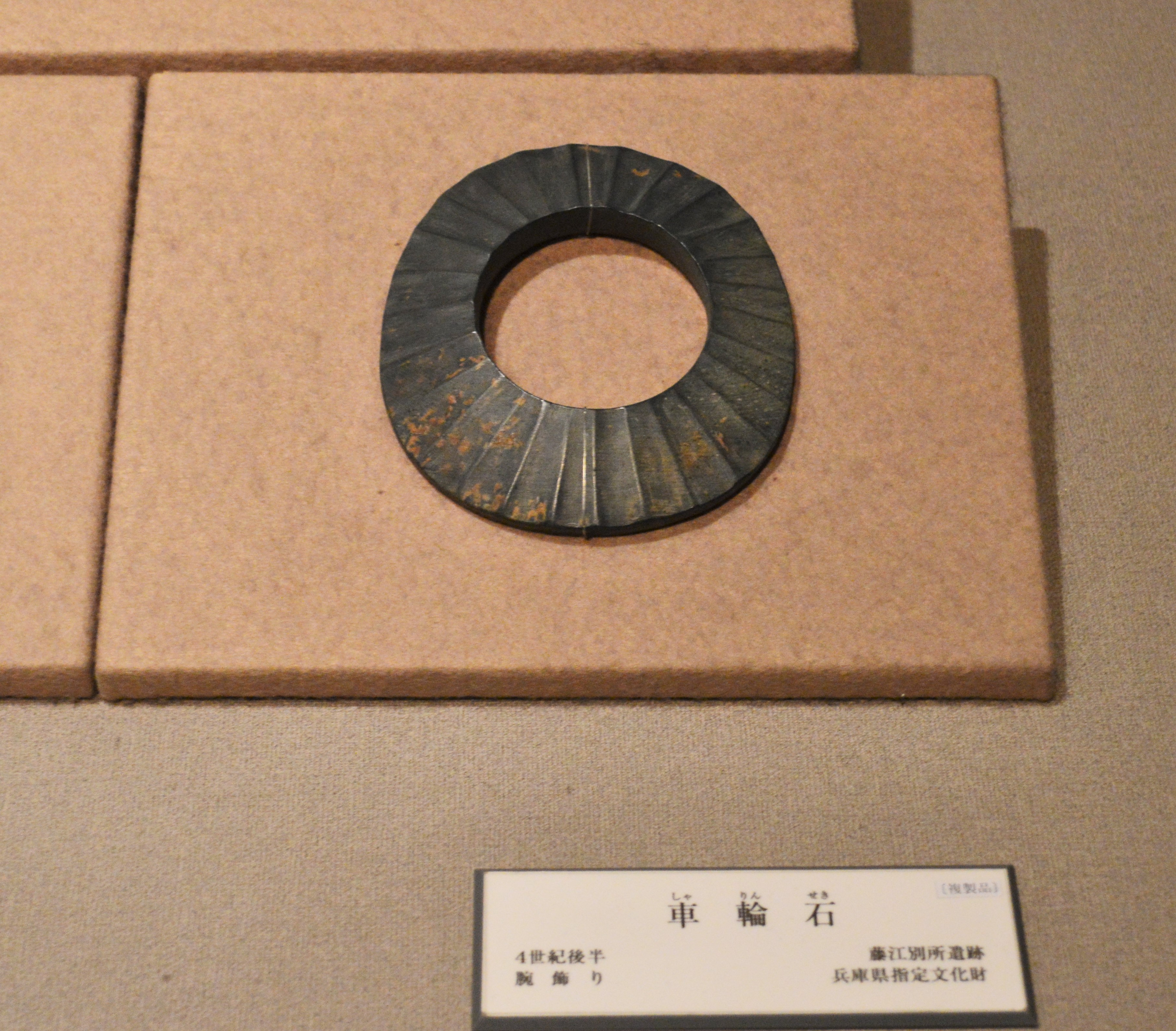
車輪石（複製）明石市立文化博物館展示。

遺構のうち井戸は段丘崖下の遊水地点を利用して作られた素掘りの円形のもので、直径約5メートル・深さ約4メートルを測る。上部はすり鉢状に、下部は垂直に掘り込まれ、底部付近の粘土層・砂層の間から水が湧く。
井戸内の埋土は主に砂礫で、大きく2層に分かれ、下層からは弥生時代後期の弥生土器（甕・鉢）、古墳時代の土師器（甕・壺・高坏・手捏土器）・須恵器（壺・坏身）等のほか、緑泥片岩製車輪石1・銅鏡9（素文鏡2・重圏文鏡2・櫛歯文鏡3・珠文鏡2）・滑石製勾玉1・蛇紋岩製垂玉1・銅鏃1が出土している。特に車輪石は近畿地方の前期古墳から多く出土が見られるもので、井戸の祭祀主体が中央とつながりを持つ首長層であった様子が示唆される。特に白水瓢塚古墳（神戸市西区伊川谷町）・五色塚古墳（神戸市垂水区五色山）との関係を指摘する説もある。また井戸内から銅鏡が出土する例も少なく、他には2020年（令和2年）の櫟本チトセ遺跡（奈良県天理市）の例が知られるのみになる
また上層からは古代の墨書土器、中世の経木類（笹塔婆・転読札等）・桃核、江戸時代の陶磁器等が出土している。

## 文化財

### 兵庫県指定文化財
- 有形文化財
  - 藤江別所遺跡出土品 125点（考古資料） - 内訳は以下。明石市立文化博物館保管。2009年（平成21年）3月24日指定[3]。
    - 土器 113
    - 銅鏡 9
    - 銅鏃 1
    - 車輪石 1
    - 勾玉 1

### 明石市指定文化財
- 有形文化財
  - 藤江別所遺跡井戸内出土品（考古資料） - 明石市立文化博物館保管[6]。